# Wurmberg (montagna)

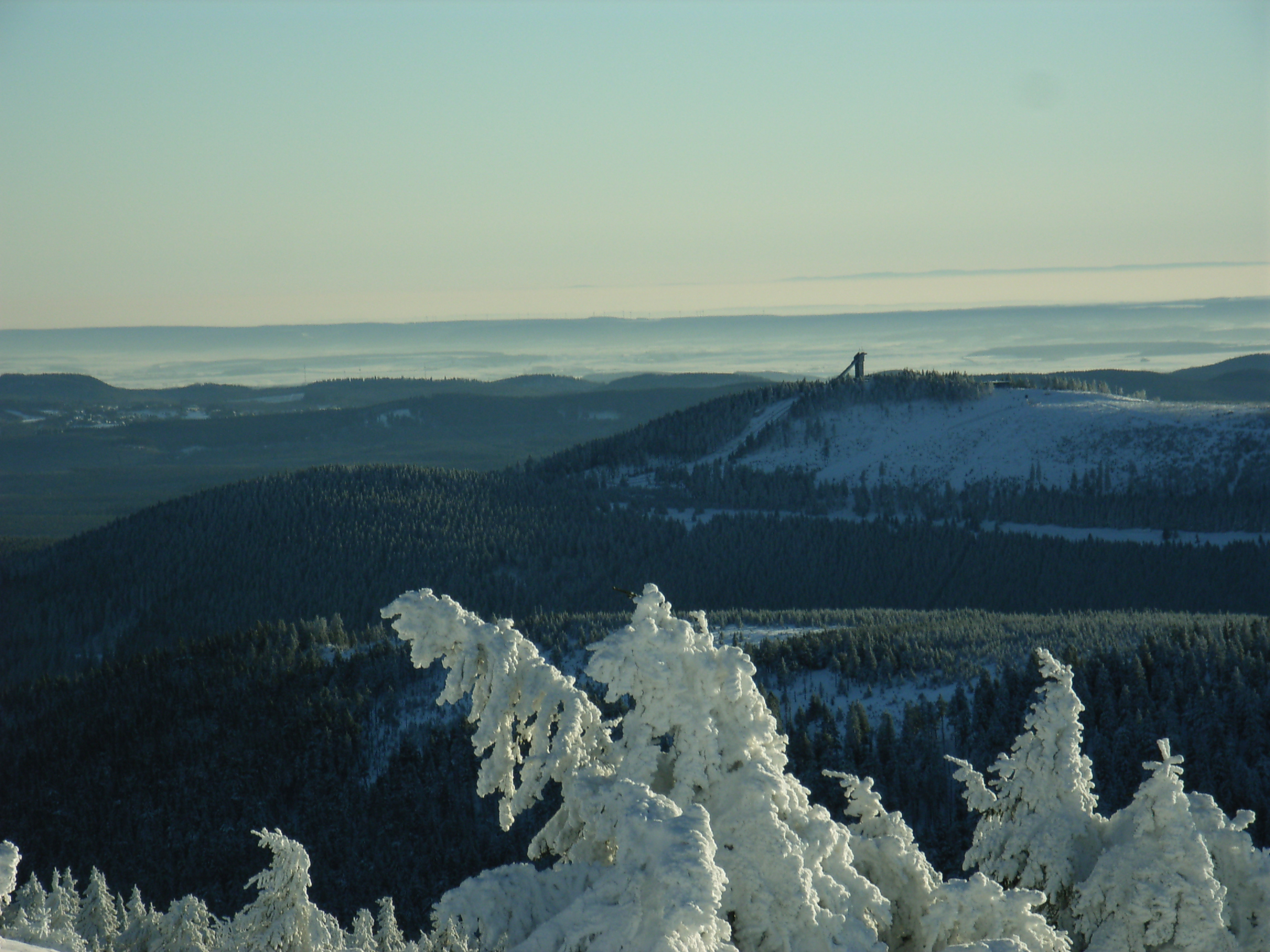
Veduta del Wurmberg dal Brocken in inverno

Il Wurmberg è una montagna alta 971 metri nell'Harz, nel circondario di Goslar, in Bassa Sassonia, Germania. È la seconda vetta più alta del massiccio dopo il Brocken e la più alta della Bassa Sassonia.

## Toponomastica
Il nome Wormberch compare già nel XIII secolo nei manuali e negli inventari delle proprietà della contea di Regenstein-Blankenburg, in relazione all'estrazione di minerali di ferro. Nel XIX secolo, la montagna era ancora conosciuta come Wormsberg o Wormberg. L'origine del nome rimane tuttora sconosciuta.

## La geografia
La montagna si trova ai margini del Parco nazionale dell'Harz, a circa 3,3 km a nord di Braunlage (560 m) e a circa 3 km a sud-ovest di Schierke, nel distretto dell'Harz del vicino Stato della Sassonia-Anhalt. La sua cima si trova a circa 4,8 km a sud del Brocken in linea d'aria. Le due montagne sono separate dalla valle del fiume Kalte Bode, che scorre in direzione ovest-est tra i 700 e i 650 metri sul livello del mare. Il confine tra i due Länder corre a nord e a est della montagna. Il fiume Bremke nasce tra Wurmberg e il vicino monte Kleiner Winterberg (837 m).